# 三汇镇 (忠县)
三汇镇，是中华人民共和国重庆市忠县下辖的一个乡镇级行政单位。

## 行政区划
三汇镇下辖以下地区：
汇鑫社区、先锋村、中和村、元通村、飞龙村、苗耳村、寨坪村、智华村、复兴村、悦来村、中寨村、金塘村、金龙村、前峰村、钟台村、里仁村、永和村、狮梁村、罗岭村和石坝村。